# Leptoscyphus
Leptoscyphus es un género de musgos hepáticas perteneciente a la familia Geocalycaceae. Comprende 72 especies descritas y de estas, solo 37 aceptadas.

## Taxonomía
El género fue descrito por William Mitten  y publicado en Hooker's Journal of Botany and Kew Garden Miscellany 3: 358. 1851. La especie tipo es:   Leptoscyphus liebmannianus (Lindenb. & Gottsche)

## Especies aceptadas
A continuación se brinda un listado de las especies del género Leptoscyphus aceptadas hasta marzo de 2015, ordenadas alfabéticamente. Para cada una se indica el nombre binomial seguido del autor, abreviado según las convenciones y usos.	
- Leptoscyphus abditus (Sull.) Dugas
- Leptoscyphus aequatus (Hook. & Taylor) Mitt.
- Leptoscyphus amphibolius (Nees) Grolle
- Leptoscyphus antarcticus (C. Massal.) Solari
- Leptoscyphus azoricus Grolle
- Leptoscyphus beckettianus R.M. Schust. ex J.J. Engel